# 马鞍山水库 (马关)
马鞍山水库，又称马安山水库，是中国云南省文山壮族苗族自治州马关县境内的一座水库，位于小白河上，建于1959年。水库正常库容为936万立方米，集雨面积为10平方千米，海拔为1448.36米。